# Braunes Schnabelried
Das Braune Schnabelried (Rhynchospora fusca), auch Rotbraune Schnabelbinse genannt, ist eine Pflanzenart aus der Gattung Schnabelriede (Rhynchospora) innerhalb der Familie der Sauergrasgewächse (Cyperaceae).

## Beschreibung

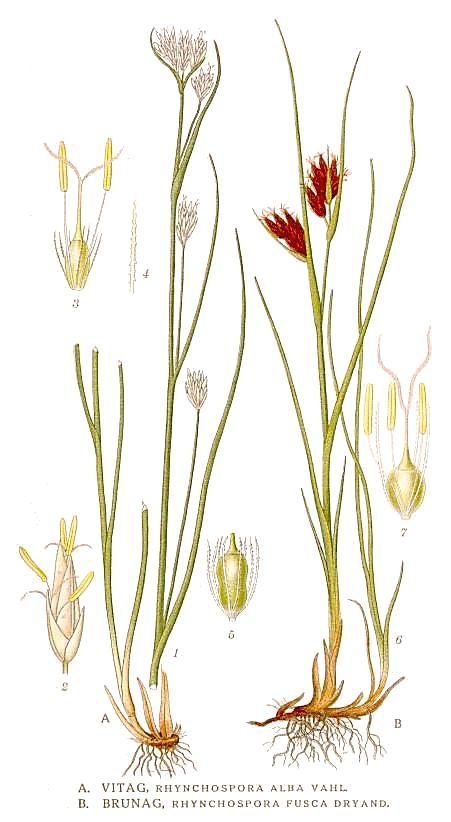
Illustration von Braunes Schnabelried (Rhynchospora fusca), Abbildung rechts. Links ist das Weiße Schnabelried (Rhynchospora alba) dargestellt

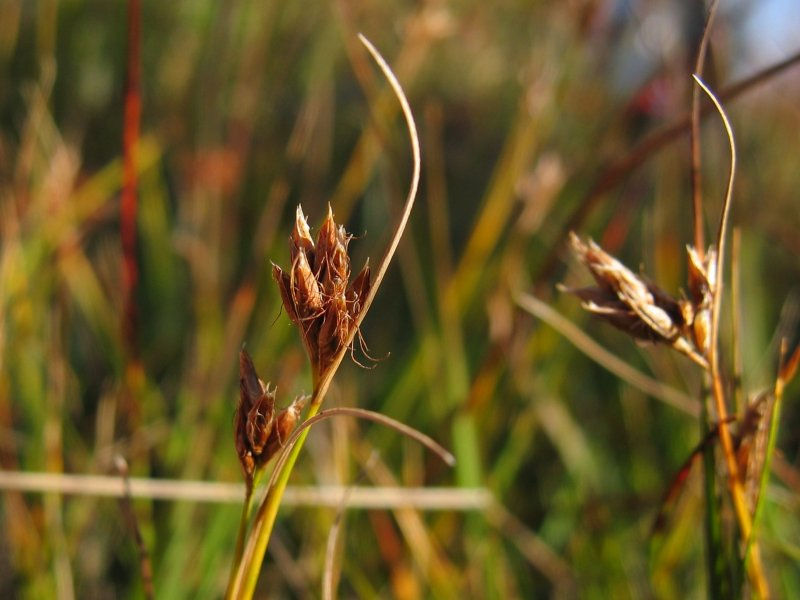
Blütenstände

### Vegetative Merkmale
Das Braune Schnabelried wächst als ausdauernde krautige Pflanze und erreicht Wuchshöhen von 8 bis 30, selten bis zu 45 Zentimetern. Es bildet Ausläufer. Der aufrechte Stängel ist dreikantig, bis 1 Millimeter dick, beblättert und im oberen Bereich rau. Die Blattspreiten sind gras-grün, sehr schmal, schwach rau und mit einer deutlichen Rinne ausgestattet, in den Blattachseln sind nie Brutzwiebeln. Die Blattscheiden sind hell-braun.

### Generative Merkmale
Die Blütezeit reicht von Mai bis Juli. Der Blütenstand besteht aus einer endständigen und ein oder zwei langgestreckten seitenständigen Spirren. Die Spirren werden meist von ein oder zwei Hüllblättern weit überragt. Die Ährchen sind schmal eiförmig oder elliptisch, spitz, sitzend, 4 bis 6 Millimeter lang und 1 bis 2 Millimeter breit. Die Ährchen enthalten zwei oder drei Blüten, die untersten zwei bis drei Spelzen sind steril. Die Spelzen sind eiförmig bis lanzettlich mit Stachelspitze; die fertilen sind 5 Millimeter lang und etwa 2,5 Millimeter breit, die sterilen etwa halb so lang. Ihre Farbe ist dunkel- bis rot-braun mit schmalem hyalinem Rand. Es sind drei Staubblätter vorhanden und zwei Narben. Die Zahl der hypogynen Borsten ist 4 bis 6, sie haben vorwärts gerichtete Haare. Die Griffelbasis ist kegelig spitz, etwa 1 Millimeter lang, rau behaart und grünlich. Die Frucht ist im Umriss verkehrt-eiförmig, am Grund allmählich verschmälert, bikonvex, mit scharfen Rändern, glatt, glänzend und rot-braun; sie ist (ohne Schnabel) etwa 1 bis 1,5 Millimeter lang und etwa 1 Millimeter breit.
Die Chromosomenzahl beträgt 2n = 32.

## Vorkommen
Das Braune Schnabelried kommt in Europa und im östlichen Nordamerika von Kanada bis zu den Vereinigten Staaten vor. In Europa erstreckt sich das Areal nordwärts vereinzelt bis zum Polarkreis (vor allem im Ostseegebiet) und weiter vor allem bis in den subatlantischen Bereich; südwärts bis zu den Alpen, bis Oberitalien und dem nördlichen Spanien. In Europa fehlt es in den Ländern Portugal, Island, Ungarn, Bosnien-Herzegowina, Serbien und Kosovo, Albanien, Montenegro, Griechenland, Nordmazedonien, Bulgarien, Rumänien, der Türkei, Ukraine, Moldau, Belarus und Russland.
In England, Schottland und Irland ist das Braune Schnabelried selten. In Deutschland kommt das Braune Schnabelried vor allem in der Norddeutschen Tiefebene in der Pfalz und in der Oberpfalz vor.
Es besiedelt in Mitteleuropa Schlenken in Hochmooren und  in Zwischenmooren, und zwar vorwiegend im nordwestlichen Teil des mitteleuropäischen Tieflandes und im Regenstau des Pfälzer Berglandes, des Südschwarzwaldes, des Alpenvorlandes und der Alpen. Im Nordwesten Mitteleuropas ist es selten, insgesamt ist es in Mitteleuropa sehr selten. Das Braune Schnabelried hat in Mitteleuropa im 20. Jahrhundert viele Standorte durch Meliorisation verloren. Die Art gilt in Deutschland und in der Schweiz als „stark gefährdet“.
Das Braune Schnabelried braucht schlammigen, sauren und mindestens zeitweise überfluteten oder sehr nassen Untergrund. Es gedeiht nur, wenn die Luftfeuchtigkeit im Jahreslauf immer hoch ist. Es gedeiht bei langer Schneebedeckung schlecht. Es ist eine Charakterart des Rhynchosporetum aus dem Verband Rhynchosporion.
Die ökologischen Zeigerwerte nach Landolt et al. 2010 sind in der Schweiz: Feuchtezahl F = 4+w+ (nass aber stark wechselnd), Lichtzahl L = 4 (hell), Reaktionszahl R = 1 (stark sauer), Temperaturzahl T = 3 (montan), Nährstoffzahl N = 1 (sehr nährstoffarm), Kontinentalitätszahl K = 1 (ozeanisch).

## Taxonomie
Das Braune Schnabelried wurde 1763 von Carl von Linné in „Species Plantarum“, ed.2, Band 2, S. 1664 als Schoenus fuscus erstbeschrieben. Die Art wurde 1810 von William Townsend Aiton in „Hortus Kewensis“ ed. 2, Band 1, S. 127 als Rhynchospora fusca (L.) Aiton in die Gattung Rhynchospora gestellt.